# محوطه قوم یری
محوطه قوم یری  مربوط به اوایل هزاره اول قبل از میلاد است و در شهرستان نمین، بخش مرکزی، روستای کنازق واقع شده و این اثر در تاریخ ۱۲ بهمن ۱۳۸۱ با شمارهٔ ثبت ۷۳۹۷ به‌عنوان یکی از آثار ملی ایران به ثبت رسیده است.